# Вогт, Йёрген Херман
Йёрген Херман Вогт (норв. Jørgen Herman Vogt; 21 июля, 1784, Драммен — 12 января 1862, Христиания) — норвежский государственный и политический деятель в период Шведско-норвежской унии, Первый министр правительства Норвегии (1856-1857 и 1857–1858), государственный министр Норвегии (1827–1828).

## Биография
Сын торговца лесом, а затем мирового судьи.
В 1800-1806  годах изучал право в университете Копенгагена. В 1814 году был членом финансового комитета Учредительного собрания Норвегии. 
Занимался ряд ответственных постов:
- Министр финансов Норвегии (1814, 1836–1846, 1847–1849, 1852–1853, 1854–1855)
- Секретарь кабинета министров (1822–1825)
- военный министр Норвегии (1825–1826)
- Министр юстиции Норвегии (1826–1827, 1853–1854, 1855–1856, 1857)
- Член Кабинета министров в Стокгольме (1827–1828)
- Первый министр (Премьер-министр) Норвегии в Стокгольме (1856–1858)
- Член Департамента Государственного совета в Стокгольме (1846–1847)
- Министр просвещения и по делам культуры и церкви Норвегии (1849–1850, 1854)
- Министр аудита Норвегии (1850–1851, 1856–1858)
- Первый советник (1855–1858)

После того, как в 1858 году он раскритиковал политику вице-короля, наследного принца Карла в отношении военных назначений, его отправили в отставку.